# Protodiasia saltensis
Protodiasia saltensis is een hooiwagen uit de familie Zalmoxioidae.